# Orland (Califórnia)
Orland é uma cidade localizada no estado americano da Califórnia, no condado de Glenn. Foi incorporada em 11 de novembro de 1909.

## Geografia
De acordo com o United States Census Bureau, a cidade tem uma área de 7,7 km², sem área coberta por água.

### Localidades na vizinhança
O diagrama seguinte representa as localidades num raio de 32 km ao redor de Orland.

## Demografia
Segundo o censo nacional de 2010, a sua população é de 7 291 habitantes e sua densidade populacional é de 947,84 hab/km². É a cidade mais populosa e mais densamente povoada do condado de Glenn. Possui 2 659 residências, que resulta em uma densidade de 345,67 residências/km².